# MTV Video Music Brasil 1999
O Video Music Brasil 1999 foi a quinta edição da premiação realizada pela MTV Brasil. Ocorreu em 19 de agosto de 1999, transmitida ao vivo de São Paulo, às 22 horas, diretamente do Via Funchal. Esta edição foi apresentada pelo então VJ Cazé Peçanha. Concorriam clipes nacionais produzidos entre junho de 1998 e maio de 1999.

## Categorias
| Categoria                     | Vencedor                                                                    | Indicados |
| ----------------------------- | --------------------------------------------------------------------------- | --- |
| Videoclipe do Ano             | Skank — Mandrake e os Cubanos                                               | - Caetano Veloso — Sozinho - Capital Inicial — O Mundo - Cidade Negra — Já Foi - Otto — Bob |
| Escolha da Audiência          | Raimundos — Mulher de Fases                                                 | - Banda Eva — De Ladinho - Barão Vermelho — Por Você - Caetano Veloso — Sozinho - Capital Inicial — O Mundo - Charlie Brown Jr. — Zóio de Lula - Cidade Negra — Já Foi - Claudinho & Buchecha — Só Love - Engenheiros do Hawaii — Eu Que Não Amo Você - Jota Quest — Sempre Assim - Kid Abelha — Eu Só Penso em Você - Leonardo — 120... 150... 200 KM por Hora - Nativus — Liberdade pra Dentro da Cabeça - Os Paralamas do Sucesso — Depois da Queda o Coice - Pato Fu — Canção pra Você Viver Mais - Pepê & Neném — Mania de Você - Sandy & Junior — No Fundo do Coração - Só pra Contrariar — Sai da Minha Aba - Skank — Mandrake e os Cubanos - Vinny — Shake Boom |
| Artista Revelação             | Otto — Bob                                                                  | - Maurício Manieri — Minha Menina - Nativus — Liberdade pra Dentro da Cabeça - Pepê & Neném — Mania de Você - Vinny — Shake Boom |
| Videoclipe de Pop             | Arnaldo Antunes — Música para Ouvir Skank — Mandrake e os Cubanos           | - Cidade Negra — Já Foi - Otto — Bob - Os Paralamas do Sucesso — Depois da Queda o Coice |
| Videoclipe de Rock            | Raimundos — Mulher de Fases                                                 | - Barão Vermelho — Por Você - Capital Inicial — O Mundo - Charlie Brown Jr. — Zóio de Lula - Rumbora — Chapirous |
| Videoclipe de Rap             | Câmbio Negro — Esse é o Meu País                                            | - Detentos do Rap — Casa Cheia - De Menos Crime — Fogo na Bomba - MV Bill — Traficando Informação - Pavilhão 9 — Vai Explodir |
| Videoclipe de MPB             | Chico Buarque — Carioca                                                     | - Caetano Veloso — Sozinho - Leonardo — 120... 150... 200 KM por Hora - Marina Lima — Pierrot - Zélia Duncan — Verbos Sujeitos |
| Videoclipe de Axé             | Banda Eva — Carro Velho                                                     | - Banda Crocodilo — Ginga - Banda Eva — De Ladinho - Cheiro de Amor — Ficar com Você - É o Tchan — É o Tchan no Havaí |
| Videoclipe de Pagode          | Zeca Pagodinho — Vai Vadiar                                                 | - Exaltasamba — Me Apaixonei Pela Pessoa Errada - Karametade — Nunca Vou Deixar Você - Negritude Jr. — Porcelana - Só pra Contrariar — Sai da Minha Aba |
| Democlipe                     | Caboclada — E Aí Beleza?                                                    | - AD — AD #8 - Dona Margarida Pereira e os Fulanos — Batuque - Holly Tree — Hey! Stop It - Radar Tantã — Todos os Dias |
| Direção em Videoclipe         | Karnak — Universo Umbigo (Diretores: André Abujamra/Guilherme Ramalho)      | - Capital Inicial — O Mundo (Diretores: Rodrigo Lewkowicz/Carmine Bagnato) - MV Bill — Traficando Informação (diretora: Kátia Lund) - Otto — Bob (Diretor: Lírio Ferreira) - Skank — Mandrake e os Cubanos (Diretores: Roberto Berliner/Raul Mourão) |
| Edição em Videoclipe          | Os Paralamas do Sucesso — Depois da Queda o Coice (Editor: Sérgio Mekler)   | - Câmbio Negro — Círculo Vicioso (Editores: Daniel Rezende/Vitor Mafra) - Cidade Negra — Já Foi (Editores: Oscar Rodrigues Alves/Rogério Alves) - Pedro Luís e a Parede — Caio no Suíngue (Editor: Leonardo Domingues) - Ultramen — Vou a Mais de Cem (Editor: Sérgio Mekler) |
| Direção de Arte em Videoclipe | Skank — Mandrake e os Cubanos (Diretores de arte: Raul Mourão/André Weller) | - Capital Inicial — O Mundo (Diretor de arte: Beto Grimaldi) - Leonardo — 120… 150… 200 KM por Hora (Diretor de arte: Gringo Cardia) - Maurício Manieri — Minha Menina (Diretor de arte: Marcelo Reginato) - Pato Fu — Eu Sei (Diretor de arte: Beto Grimaldi) |
| Fotografia em Videoclipe      | Chico Buarque — Carioca (Diretor de fotografia: André Horta)                | - Banda Eva — De Ladinho (Diretor de fotografia: André Horta) - Barão Vermelho — Por Você (Diretor de fotografia: Adriano Goldman) - Câmbio Negro — Esse é o Meu País (Diretor de fotografia: Adriano Goldman) - Cidade Negra — Já Foi (Diretor de fotografia: Adriano Goldman) |

## Shows
- Raimundos e Charlie Brown Jr. - Mulher de Fases/Zóio de Lula/Geração Coca-Cola
- Art Popular e MV Bill - Agamamou
- Skank com Nando Reis, Lô Borges e Milton Nascimento - Resposta
- Jota Quest - Fácil
- Ivete Sangalo - Sá Marina
- Caetano Veloso, Gilberto Gil, Rita Lee e Tom Zé - Parque Industrial/Batmacumba